# Роуз, Сесилия
Сесилия Елена Роуз (англ. Cecilia Elena Rouse; род. 18 декабря 1963, Уолнат-Крик, Контра-Коста, Калифорния) — американский экономист, специалист по труду и экономике образования. Доктор философии, именной профессор Принстона, с 2012 года являлась деканом его Школы общественных и международных отношений, президент Брукингского института, член Американского философского общества (2021), НАН США (2024) и National Academy of Education. Председатель Совета экономических консультантов (2021—2023).

## Биография
Получила степени бакалавра (1986) и доктора философии (1992) по экономике в Гарвардском университете.
В 1992 году начала преподавать в Принстонском университете.
Работала в Национальном экономическом совете при президенте Билле Клинтоне (1998—1999).
Роуз была членом Совета экономических консультантов президента Барака Обамы с 2009 по 2011 год.
В ноябре 2020 года Джо Байден номинировал Роуз на должность председателя Совета экономических консультантов. 2 марта 2021 года Сенат подавляющим большинством голосов (95-4) утвердил её кандидатуру.

### Личная жизнь
Отец — физик Карл Роуз. Брат — Форест, профессор физики. Сестра — Каролин, профессор антропологии Принстонского университета.
У неё две дочери. Её муж — Форд Моррисон, сын писательницы Тони Моррисон.

## Публикации
- Ashenfelter, Orley; Rouse, Cecilia (1998). Income, schooling, and ability: Evidence from a new sample of identical twins (PDF). The Quarterly Journal of Economics. 113 (1): 253–284. doi:10.1162/003355398555577.
- Goldin, Claudia; Rouse, Cecilia (2000). Orchestrating Impartiality: The Impact of «Blind» Auditions on Female Musicians. American Economic Review. 90 (4): 715–741. doi:10.1257/aer.90.4.715.